# Земљотрес у Икикеу 2014.
Земљотрес у Икикеу је потрес магнитуде 8,2, који је погодио обалу Чилеа 1. априла 2014. године. Епицентар је био око 95 километара северозападно од града Икикеа . Догодио се у 20:46 часова по локалном времену.. Издато је упозорење на цунами, а талас висине око два метра је погодио обале Икике, Писагве и Арике око поноћи, 2. априла. Страдало је пет особа, а троје је повређено.